# Чілав (підрозділ окружного секретаріату)
Підрозділ окружного секретаріату Чілав — підрозділ окружного секретаріату округу Путталам, Північно-Західна провінція, Шрі-Ланка. Складається з 49 Грама Ніладхарі.